# Єпархія Обби

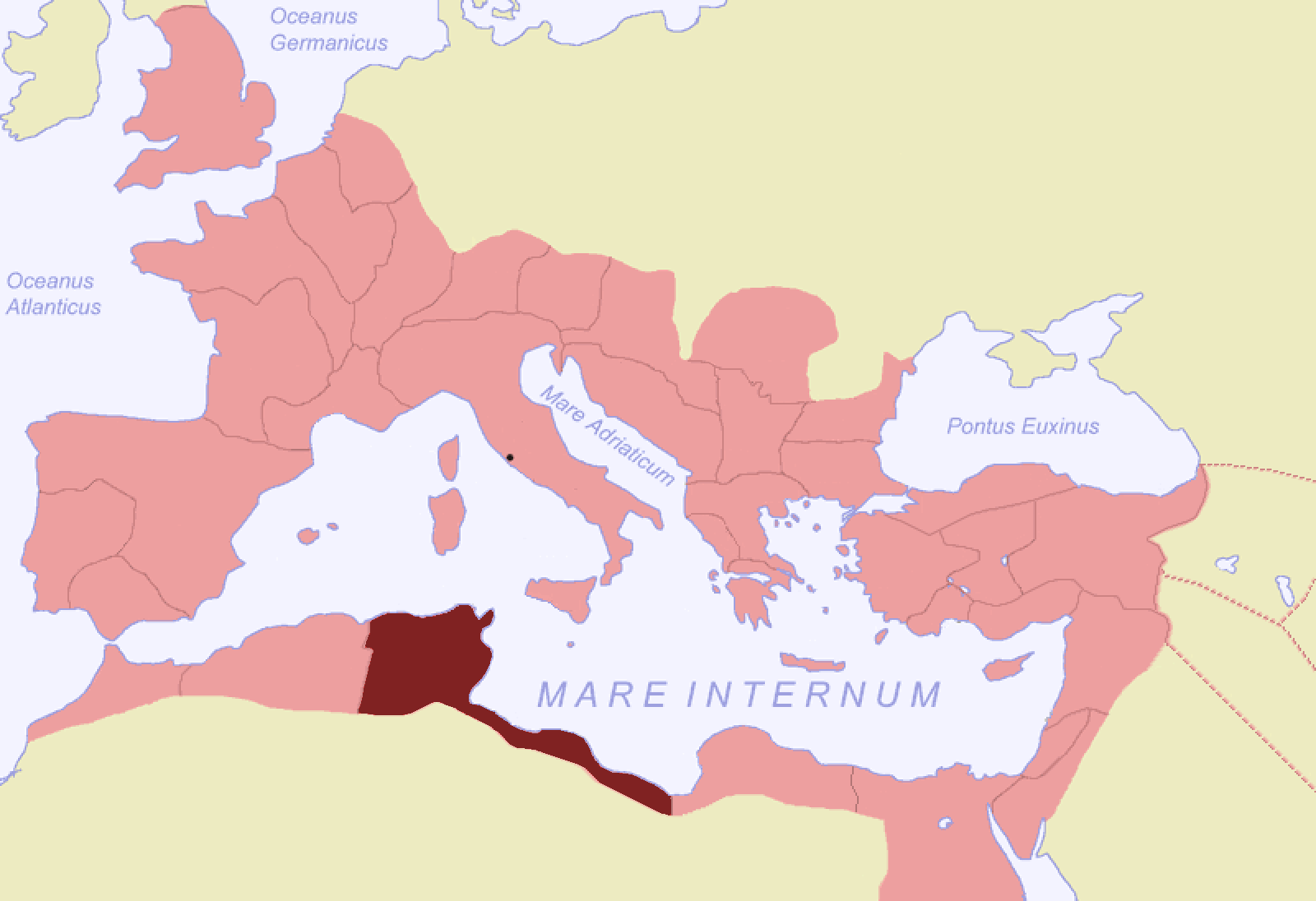
Карта римської провінції Африка (римська провінція).

Єпархія Обби (лат. Dioecesis Obbensis) — титулярна єпархія Римо-Католицької церкви.

## Історія
Античне місто Обба (сьогодні — місто Абба-Хусур, в Тунісі) перебувало у римській провінції Африка і з III по VI століття було центром однойменної християнської єпархії, яка входила до Карфагенскої митрополії. З 1898 року єпархія Обби є титулярною єпархією Римо-Католицької церкви.

## Єпископи
- Єпископ Павло (згадується в 255 році);
- Єпископ Феліціссім (згадується в 411 році) — послідовник донатизму;
- Єпископ Валеріан (згадується в 553 році).

## Титулярні єпископи
- Єпископ François-Xavier Corbet (Corbey) C.S.Sp.[1] (5.07.1989 — 26.07.1914);
- Єпископ Léon-Charles-Joseph Girod C.S.Sp. (13.01.1915 — 13.12.1919);
- Єпископ Domenico Comin S.D.B. (5.03.1920 — 17.08.1963);
- Єпископ Іосиф Кхіамсун Ніттайо (13.09.1963 — 18.12.1965) — призначений архієпископом Бангкока;
- Єпископ Jaime Lachica Sin (10.12.1967 — 15.01.1972);
- Єпископ Erwin Hecht O.M.I. (3.02.1972 — 1.07.1974) — призначений єпископом Кімберлі;
- Єпископ Alberto Giraldo Jaramillo P.S.S. (8.08.1974 — 26.04.1977) — призначений епископом Чікінквіри;
- Єпископ Protacio G. Gungon (8.07.1977 — 24.01.1983) — призначений єпископом Антиполо;
- Єпископ George Patrick Ziemann (23.12.1986 — 14.07.1992) — призначений єпископом Санта-Рози;
- Єпископ José Eduardo Velásquez Tarazona (15.03.1994 — 1.07.2000);
- Єпископ Gustavo Rodríguez Vega (27.06.2001 — 8.10.2008) — призначений єпископом Нуево-Ларедо;
- Єпископ Joseph William Tobin C.SS.R. (2.08.2010 — 18.10.2012) — призначений архієпископом Індіанаполіса.